# Hendrik I van Gelre
Hendrik I van Gelre (tussen 1117 en 1120 — tussen 27 mei en 10 september 1182) was graaf van Gelre.
Hendrik volgde in 1131/1133 zijn vader op als graaf Geldern en Wassenberg, in 1138 erfde hij het graafschap Zutphen van zijn moeder. Hendrik had goede relaties met het aartsbisdom Keulen en met keizer Frederik I Barbarossa. Daardoor wist hij zijn positie in het hele gebied van Friesland tot aan de Maas uit te breiden met een aantal versnipperde bezittingen. Hij verkeerde daardoor op gespannen voet met de bisschoppen van Utrecht, Luik, Münster (stad) en Paderborn (stad), en met de abt van de Abdij van Corvey. Daarom sloot Hendrik een verbond met de stad Utrecht maar moest dat onder Hollandse druk weer opzeggen.
Hendrik overleed in 1182 en werd opgevolgd door zijn zoon Otto I. Hij werd begraven in het klooster Kamp te Kamp-Lintfort.

## Familie
Hendrik was een zoon van Gerard II van Gelre en Ermgard van Zutphen. Hij trouwde (ca. 1135) met Agnes van Arnstein (ca. 1130 - voor < 1179), erfdochter van Arnstein. Zij kregen de volgende kinderen:
- Gerard van Gelre, kort voor zijn vader overleden en begraven in Zutphen. Gehuwd met Ida van Boulogne in haar tweede huwelijk, maar ze kregen geen kinderen.
- Otto, opvolger van zijn vader
- Agnes, in 1168 gehuwd met graaf Hendrik I van Namen. Zij verliet Hendrik en trok in een klooster, ondanks diens beroep op paus Alexander III. Uiteindelijk werd een verzoening bemiddeld tussen Agnes en Hendrik, door graaf Filips van Vlaanderen en de aartsbisschop van Keulen. Hendrik had namelijk geen erfgenamen en het was voor deze heren wenselijk dat er wel een erfgenaam zou komen omdat anders graaf Boudewijn IV van Henegouwen zijn bezittingen zou erven. Agnes en Hendrik kregen uiteindelijk een dochter. Agnes werd begraven in Echternach.
- Sophie, voor 1178 gehuwd  met Hendrik van Wassenberg (ca. 1151-1214)
- Adelheid (ovl. na 1212), voor 1179 gehuwd met graaf Gerard van Loon
- Margaretha, gehuwd met graaf Engelbert I van Berg (-1189)

## Voorouders
| Voorouders van Hendrik I van Gelre (1117-1182) | Voorouders van Hendrik I van Gelre (1117-1182)                        | Voorouders van Hendrik I van Gelre (1117-1182)                        | Voorouders van Hendrik I van Gelre (1117-1182)                     | Voorouders van Hendrik I van Gelre (1117-1182)                     | Voorouders van Hendrik I van Gelre (1117-1182)                        | Voorouders van Hendrik I van Gelre (1117-1182)                        | Voorouders van Hendrik I van Gelre (1117-1182)                     | Voorouders van Hendrik I van Gelre (1117-1182)                     |
| ---------------------------------------------- | --------------------------------------------------------------------- | --------------------------------------------------------------------- | ------------------------------------------------------------------ | ------------------------------------------------------------------ | --------------------------------------------------------------------- | --------------------------------------------------------------------- | ------------------------------------------------------------------ | ------------------------------------------------------------------ |
| Overgrootouders                                | Gerard III Flamens (1022-1076) ∞ dochter van Hendrik I van Leuven (-) | Gerard III Flamens (1022-1076) ∞ dochter van Hendrik I van Leuven (-) | ? (-) ∞ ? (-)                                                      | ? (-) ∞ ? (-)                                                      | Godschalk van Zutphen (1030-1064) ∞ Adelheid van Zutphen (1030- 1059) | Godschalk van Zutphen (1030-1064) ∞ Adelheid van Zutphen (1030- 1059) | ? (-) ∞ ? (-)                                                      | ? (-) ∞ ? (-)                                                      |
| Grootouders                                    | Gerard I van Gelre (1060-1129) ∞ ? (-)                                | Gerard I van Gelre (1060-1129) ∞ ? (-)                                | Gerard I van Gelre (1060-1129) ∞ ? (-)                             | Gerard I van Gelre (1060-1129) ∞ ? (-)                             | Otto II van Zutphen (1060-1113) ∞ 1150 Judith van Arnstein (-1118)    | Otto II van Zutphen (1060-1113) ∞ 1150 Judith van Arnstein (-1118)    | Otto II van Zutphen (1060-1113) ∞ 1150 Judith van Arnstein (-1118) | Otto II van Zutphen (1060-1113) ∞ 1150 Judith van Arnstein (-1118) |
| Ouders                                         | Gerard II van Gelre (1090-1133) ∞ Ermgard van Zutphen (1130-<1179)    | Gerard II van Gelre (1090-1133) ∞ Ermgard van Zutphen (1130-<1179)    | Gerard II van Gelre (1090-1133) ∞ Ermgard van Zutphen (1130-<1179) | Gerard II van Gelre (1090-1133) ∞ Ermgard van Zutphen (1130-<1179) | Gerard II van Gelre (1090-1133) ∞ Ermgard van Zutphen (1130-<1179)    | Gerard II van Gelre (1090-1133) ∞ Ermgard van Zutphen (1130-<1179)    | Gerard II van Gelre (1090-1133) ∞ Ermgard van Zutphen (1130-<1179) | Gerard II van Gelre (1090-1133) ∞ Ermgard van Zutphen (1130-<1179) |